# Mnesífil
Mnesífil (en llatí Mnesiphilus, en grec antic Μνησίφιλος) fou un orador i polític atenenc.
Va influir en el desenvolupament de la batalla de Salamina l'any 480 aC, aconsellant Temístocles que no retirés la flota de Salamina i marxessin a combatre a l'istme de Corint dissolent l'esquadra grega, tal com els generals li havien recomanat. Temístocles va convocar una nova reunió i va convèncer amb moltes dificultats als generals de mantenir la posició a Salamina.
Segons Plutarc, Temístocles admirava i seguia els consells de Mnesífil, ja que creia que no era un simple retòric ni un sofista, sinó un home pràctic, amb molt bon sentit de la realitat, un estadista atenenc digne seguidor de les ensenyances de Soló. Plutarc els mostra a tos dos com a molt bons amics a l'obra Επτά σοφών συμπόσιον (Banquet dels set savis).